# 姚爱兴
姚爱兴（1962年1月—），汉族，宁夏中卫人，中华人民共和国政治人物，中国民主促进会会员。曾担任民进中央常委、宁夏回族自治区委主委、自治区政府副主席、自治区人大常委会副主任。2008年，当选第十一届全国政协委员，代表中国民主促进会，分入第九组。2018年1月，当选第十三届全国政协委员。